# Miękkie naruszenie supersymetrii
Miękkie naruszenie supersymetrii – naruszenie supersymetrii związane z dodaniem do efektywnego lagranżjanu wyrazów superrenormalizowalnych, które nie powodują kwadratowych (ani silniejszych) ultrafioletowych rozbieżności. Mogą to być np. oddziaływania kwadratowe w polach (człony masowe) i oddziaływanie trzeciego stopnia w polach skalarnych (o ile nie prowadzą do pojawienia się diagramów-kijanek). Człony takie jawnie łamią supersymetrię, ale mogą być wyjaśnione przez spontaniczne łamanie dokładnej supersymetrii obserwowalnej przy wyższych energiach.
Model z miękkim naruszeniem supersymetrii został zaproponowany w 1981 przez Howarda Georgiego i Savasa Dimopoulosa.